# Shy People
Shy People es una película estadounidense del género dramático de 1987. Dirigida por Andréi Konchalovski, está protagonizada por Barbara Hershey, Jill Clayburgh y Martha Plimpton. El guion corrió a cargo de Konchalovski, Marjorie David y Gerard Brach. La banda sonora fue compuesta por el grupo alemán de música electrónica Tangerine Dream.
Barbara Hershey ganó por su papel el reconocimiento a la mejor actriz en el Festival de Cannes en 1987. También fue uno de los últimos trabajos del actor Merritt Butrick quien falleciera en 1989, a los 29 años de edad, a causa del SIDA.

## Argumento

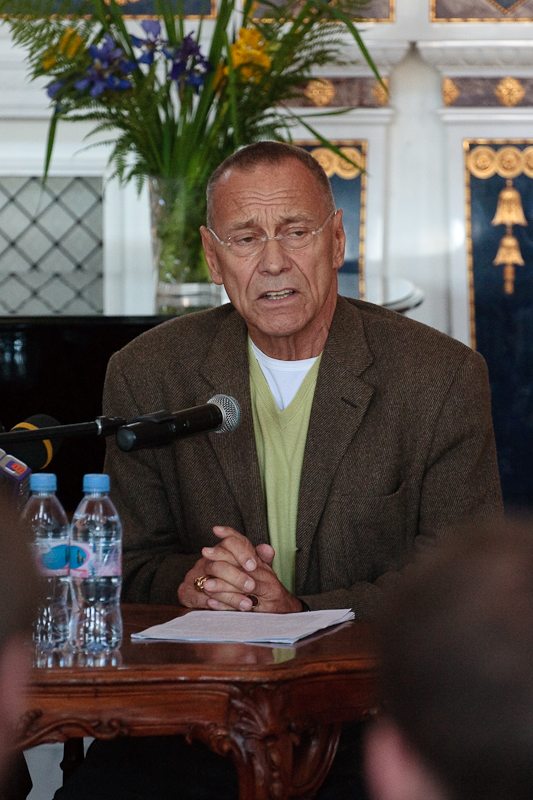
El director Andréi Konchalovski

Diana Sullivan (Jill Clayburgh) es una exitosa escritora y periodista fotográfica de Manhattan, aparentemente desconocedora de la adicción a la cocaína de su salvaje hija Grace (Martha Plimpton). 
Un trabajo encargado por la revista Cosmopolitan, para escribir un artículo sobre una rama perdida de la familia de Diana, les conduce a las raíces de los bayous del río Misisipi en Luisiana. Allí encuentran a una prima lejana de Diana, Ruth (Barbara Hershey), quien a los 12 años fue casada con un marido mayor que ella, quien practicaba abusos y se halla en paradero desconocido.

## Reparto
- Jill Clayburgh - Diana Sullivan
- Barbara Hershey - Ruth
- Martha Plimpton - Grace
- Merritt Butrick - Mike
- John Philbin - Tommy
- Don Swayze - Mark
- Pruitt Taylor Vince - Paul
- Mare Winningham - Candy

## Banda sonora
La banda sonora original fue compuesta por el grupo alemán de música electrónica Tangerine Dream, integrado entonces por los músicos Edgar Froese, Christopher Franke y Paul Haslinger.

## Premios y nominaciones
Festival de Cannes 1987

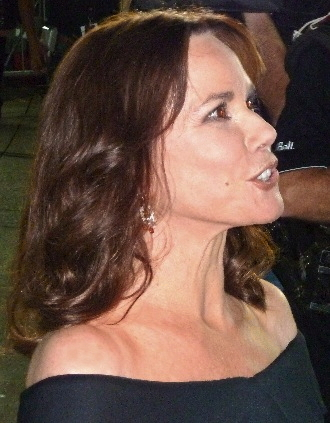
La actriz estadounidense Barbara Hershey

- Ganador: Mejor actriz - Barbara Hershey
- Nominado: Palma de Oro a la mejor película

Premios Independent Spirit Awards 1988
- Nominado: Mejor actriz de reparto - Martha Plimpton

Premios de la Chicago Film Critics Association 1989
- Ganador: Mejor actriz - Barbara Hershey